# Historia Politechniki Warszawskiej

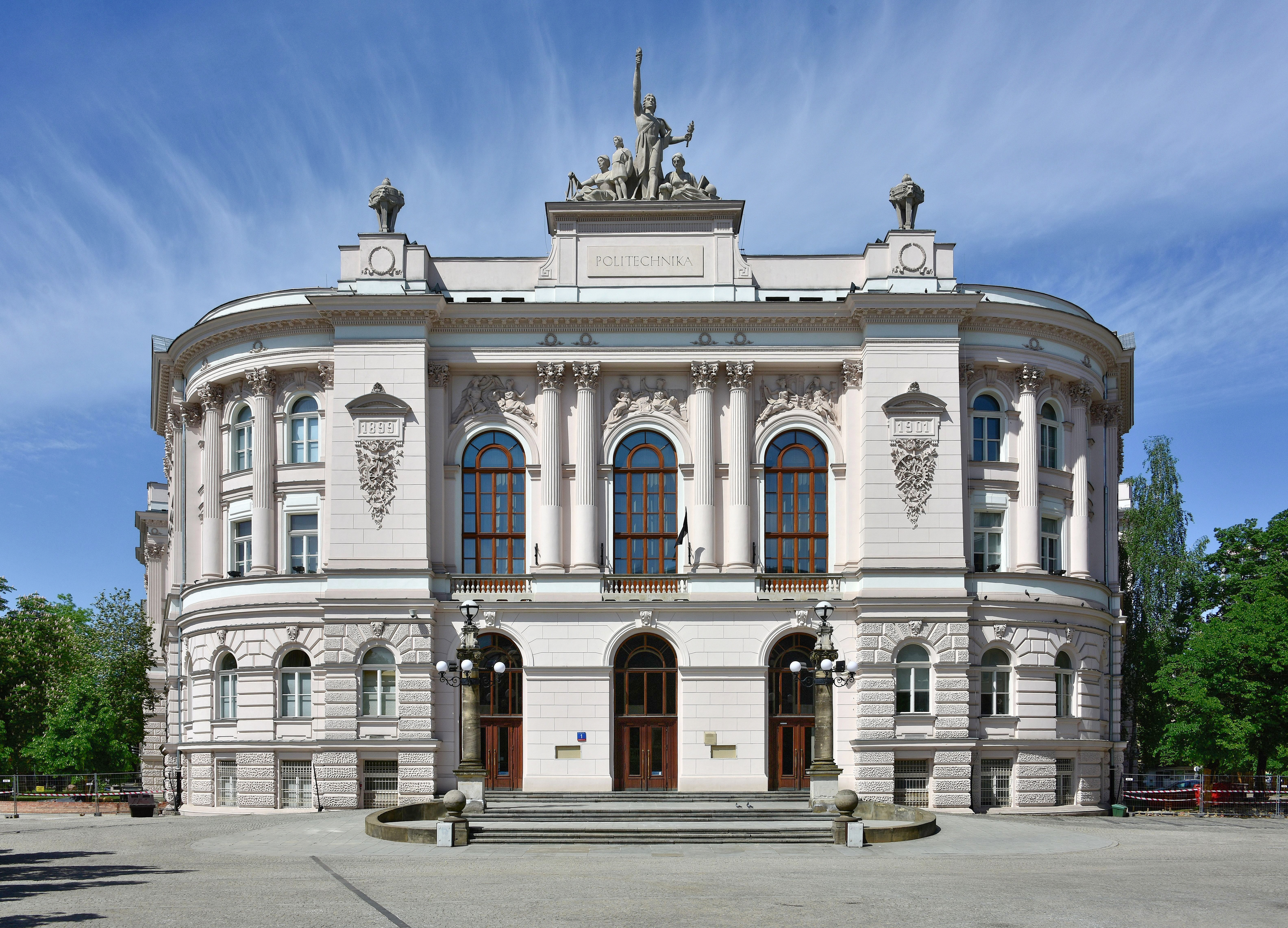
Gmach Główny Politechniki Warszawskiej (2018)

Historia Politechniki Warszawskiej sięga pierwszej połowy XIX w., kiedy to podjęto pierwsze starania o stworzenie w Warszawie uczelni technicznej. Poprzednikami dzisiejszej Politechniki była Szkoła Przygotowawcza działająca w latach 1826–1831, Warszawski Instytut Politechniczny Cesarza Mikołaja II (Варшавский политехнический институт императора Николая II) działający w latach 1898–1914 oraz w końcu Politechnika Warszawska od 1915 do 1939. Następnie w czasie II wojny światowej Państwowa Wyższa Szkoła Techniczna  działająca w czasie okupacji 1942–1945 i ponownie Politechnika Warszawska od 1945.

## Działania Stanisława Staszica
Powstanie Politechniki Warszawskiej było poprzedzone staraniami Stanisława Staszica o stworzenie w Warszawie uczelni technicznej. Częściowo zabiegi te udało się zrealizować, gdyż w roku 1826 otwarto Szkołę Przygotowawczą w Pałacu Kazimierzowskim na terenie Uniwersytetu Warszawskiego. Jednak w roku 1831 została ona zamknięta w ramach represji po powstaniu listopadowym. Niemal do końca XIX wieku Polacy nie mieli w Królestwie Polskim ośrodka kształcącego inżynierów, chociaż druga rewolucja przemysłowa dobiegała końca.

## Od uchwały do pierwszych zajęć

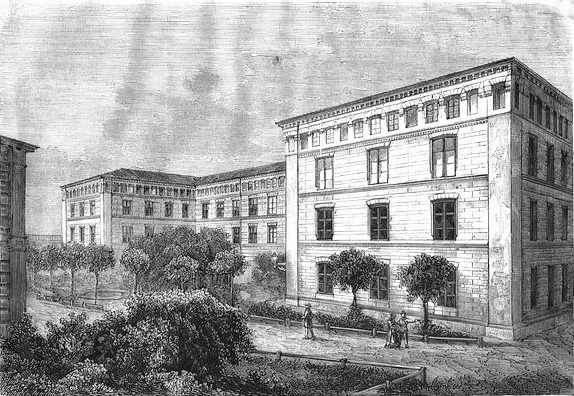
Budynek po upadłej fabryce tytoniu – „Union” zaadaptowany na pomieszczenia dydaktyczne dla Instytutu Politechnicznego

12 października 1897 roku Sekcja Techniczna Warszawskiego Oddziału Towarzystwa Popierania Rosyjskiego Przemysłu i Handlu podjęła uchwałę, na mocy której rozpoczęto starania o utworzenie w terenie zaborowym rosyjskim wyższej uczelni technicznej. 21 października powołano komisję, której zadaniem było przygotowanie memoriału dla władz rosyjskich w sprawie utworzenia uczelni. Komisji przewodniczył Kazimierz Obrębowicz, a należeli do niej również: Pius Altdorfer, Jan G. Bloch, Samuel Dickstein, Edmund Diehl.
Komisja oprócz Warszawy rozważała także zlokalizowanie Politechniki w Sosnowcu lub Łodzi. Ostatecznie wybrano Warszawę ze względu na istniejący tam różnorodny przemysł, liczne szkoły średnie oraz Uniwersytet Warszawski. Przewidywano czteroletni okres studiów z systemem nauczania będącym połączeniem cech uczelni niemieckich oraz francuskich.
Adresatem memoriału był książę generał-gubernator Aleksander Konstantynowicz Imeretyński. Na podstawie otrzymanego memoriału opracował własny, który przesłał carowi Mikołajowi II. Do argumentów dołączył możliwość indoktrynacji i rusyfikacji młodzieży. Car odwiedził Warszawę jeszcze w tym samym roku, co mieszkańcy wykorzystali przekazując mu swoją prośbę o utworzenie uczelni technicznej i milion rubli zebranych na ten cel. Car zgodził się pod warunkiem zebrania jeszcze 2,5 miliona rubli, co bardzo szybko zostało osiągnięte. Powołano Komitet Budowy szkoły politechnicznej, którego celem było pozyskiwanie terenu i budowa nowych gmachów dla uczelni, wśród działaczy podkomitetu byli między innymi baron Leopold Kronenberg, Maurycy Poznański, Stanisław Rotwand i Edward Natanson. Podkomitet zebrał kwotę 3 462 446 rubli. 12 lutego 1898 r. car Mikołaj II zgodził się na utworzenie politechniki i 8 czerwca 1898 r. powstał Warszawski Instytut Politechniczny Cesarza Mikołaja II z wykładowym językiem rosyjskim.
Przemysłowiec i członek komisji kierowanej przez Kazimierza Obrębowicza, Jan Bloch przekazał na rzecz nowo powołanego Instytutu budynek po upadłej fabryce tytoniu „Union” stojący przy ulicy Marszałkowskiej 81 (na rogu Hożej), który za kwotę 100 tysięcy rubli przystosowano do prowadzenia zajęć dydaktycznych. Instytut Politechniczny kształcił studentów w tym miejscu w latach 1898–1901.
Dysponując wyremontowanym budynkiem przy ul. Marszałkowskiej nowo powołany Instytut mógł zacząć funkcjonować i kształcić studentów, jednocześnie Komitet Budowy szkoły politechnicznej dalej prowadził działania mające na celu wybudowanie nowego budynku dla Instytutu. Za najlepszą lokalizację uznano duży plac u zbiegu ulicy Polnej i Nowowiejskiej, położony na ówczesnym południowym końcu miasta.
Zarząd Miasta Warszawy podarował Instytutowi te tereny o powierzchni 70 000 m² i wartości miliona rubli, które wcześniej planowano na „zieleniec”. W miejscu tym wcześniej zostały zorganizowane dwie największe w ówczesnej Europie Wystawy Higieniczne (w 1887 r. oraz 1896 r.). Plac po ostatniej z Wystaw w 1896 r. pozostał podniesiony o łokieć. Drewniana hala gimnastyczna z czasów Wystaw została zaadaptowana na pomieszczenia mieszkalne dla służb politechnicznych.Podarowane tereny to dokładnie ten fragment Warszawy, w którym do dziś znajduje się główny kompleks budynków Politechniki.
Ze względu na pośpiech w realizacji inwestycji zrezygnowano z rozpisania konkursu na architekta. Rosjanie wchodzący w skład komisji zaproponowali, aby wykorzystać już istniejący projekt budynku, który zdobył drugie miejsce w konkursie na Politechnikę Kijowską. Polacy nie chcieli zgodzić się na takie rozwiązanie. Ostatecznie architektami budynków Instytutu Politechnicznego zostali Stefan Szyller (znany ze współprojektowania Biblioteki Uniwersyteckiej i projektu budynku Towarzystwa Zachęty Sztuk Pięknych) i Bronisław Rogóyski (znany z projektu domu Warszawskiego Towarzystwa Wioślarskiego przy ulicy Foksal 19), którzy zgodzili się bardzo szybko przygotować projekt – w ciągu 72 dni. Nie było to łatwe przedsięwzięcie z uwagi na fakt, że obaj architekci nie mieli doświadczenia w projektowaniu uczelni. W celu zapoznania się z tematem udali się w trzytygodniową podróż po Europie. Odwiedzili Wiedeń, Graz, Mediolan, Zurych, Strassburg, Darmstadt, Paryż, Londyn, Berlin i Lipsk, notatki i szkice robiąc w wagonach. Gdy wrócili, zasadnicza koncepcja była już gotowa.
Zaprojektowano 6 budynków Instytutu Politechnicznego: Gmach Główny, Gmach Chemii, Gmach Mechaniki, Gmach Fizyki oraz dwa budynki mieszkalne dla administracji i profesorów. Budynki uczelni zostały zaprojektowane dla 1000 słuchaczy studiujących na czterech wydziałach. Projekt zatwierdzono w Petersburgu i w maju 1899 roku przystąpiono do jego realizacji. 8 września 1899 r. wmurowano kamień węgielny pod Gmach Główny.
13 lipca 1900 r. na terenie budowy miał miejsce tragiczny wypadek – runął kilkumetrowej długości gzyms wieńczący Gmach Główny od strony ulicy Nowowiejskiej. W katastrofie zginęły 3 osoby a 13 zostało rannych. Na budowie zatrudnionych było od 800 do 1000 robotników. Część obiektów szkolnych uruchomiono już jesienią 1902 roku. Oddane do użytku studentom i wykładowcom budynki wyposażono w najnowocześniejsze instalacje i urządzenia. Wykonano system centralnego ogrzewania i wentylacji.
Instytut miał początkowo trzy wydziały: Mechaniczny, Chemiczny i Inżynieryjno-Budowlany. Zajęcia rozpoczęły się 5 września 1898 r. Kadrę naukową stanowili głównie Rosjanie. Polaków przyjmowano niechętnie i praktycznie nie osiągali ważniejszych stanowisk.

## Od Instytutu Politechnicznego do Politechniki Warszawskiej

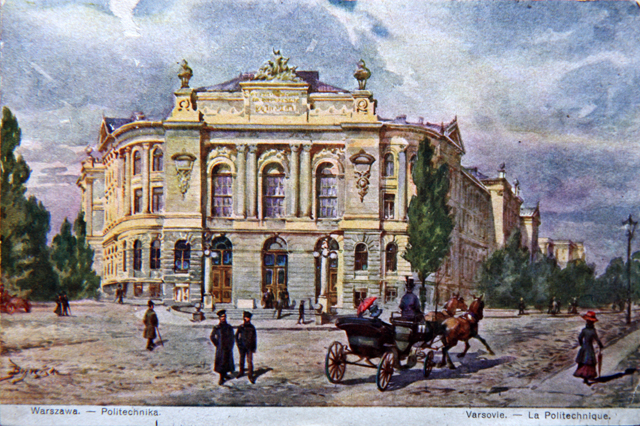
Gmach Główny Politechniki Warszawskiej na początku XX w.

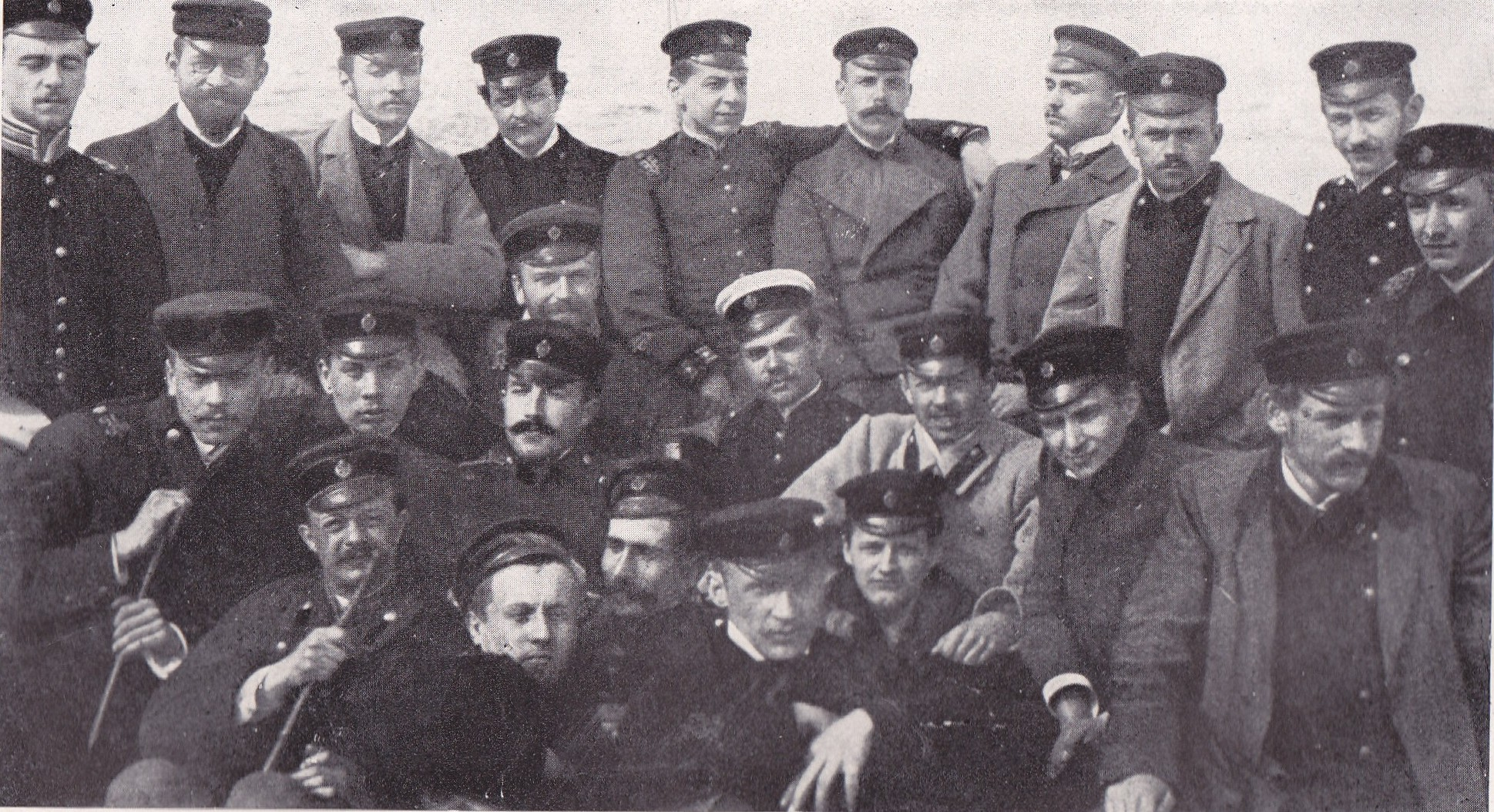
Grupa członków Zjednoczenia Studentów Politechniki Warszawskiej w 1903 r. Przemysław Podgórski stoi piąty od prawej

Warszawski Instytut Politechniczny Cesarza Mikołaja II powstał z inicjatywy i ofiarności polskiego społeczeństwa był jednak uczelnią rosyjską z rosyjskim językiem wykładowym. Polacy stanowili zaledwie 20% kadry naukowej. Uczelnia miała jednak polski charakter, bo polskich studentów było ponad 70%.
28 stycznia 1905 r., podczas rewolucji w Gmachu Głównym miał miejsce wiec polskich studentów, którzy postanowili rozpocząć strajk. Domagano się autonomii uczelni i prowadzenia wykładów w języku polskim. Po trzech dniach władze tymczasowo zamknęły Instytut, a 13 listopada 1905 r. szkołę zlikwidowano. Gdy Instytut wznowił działalność w 1908 r., polska młodzież wciąż bojkotowała uczelnię.
W 1914 r., gdy wybuchała I wojna światowa, korzystając ze zmienionej sytuacji politycznej wystąpiono z ideą powołania polskiej politechniki. Po opuszczeniu Warszawy przez Rosjan 2 listopada 1915 r. generał gubernator Hans von Beseler nadał uczelniom warszawskim tymczasowe statuty. 15 listopada 1915 r. powołano w okupowanej przez Niemców części Cesarstwa Rosyjskiego polską uczelnię techniczną – Politechnikę Warszawską. Dawny Instytut Cesarza Mikołaja II ewakuował się do Niżnego Nowogrodu w ramach bieżeństwa i funkcjonuje obecnie jako Niżnonowogrodzki Państwowy Uniwersytet Techniczny imienia R.E. Aleksjejewa (Нижегородский государственный технический университет имени Р. Е. Алексеева). Studia prowadzone były na czterech wydziałach: Architektury, Budowy Maszyn i Elektrotechniki, Chemicznym oraz Inżynierii Budowlanej i Rolnej. Pierwszym rektorem został prof. Zygmunt Straszewicz.

## Okres międzywojenny
Jesienią 1918 r. studenci zaczęli masowo zgłaszać się do formującego się Wojska Polskiego. W związku z tym senaty warszawskich uczelni wydały wspólną odezwę o zawieszeniu zajęć.
W lecie 1920 r., podczas wojny polsko-bolszewickiej, Gmach Główny stał się siedzibą sztabu generała Józefa Hallera. Opracowano tu projekt obrony Warszawy. Duża liczba studentów i wykładowców wstąpiła ochotniczo do wojska, by stanąć w obronie Warszawy. Po zakończeniu wojny, 15 listopada 1920 r. Politechnika Warszawska rozpoczęła działalność w warunkach pokoju.
W okresie międzywojennym nastąpił znaczny rozwój Politechniki Warszawskiej. W latach 20 XX w. wzniesiono budynek Nowej Kreślarni i rozbudowano budynek mieszkalny przy ulicy Nowowiejskiej oba projektu architekta Tadeusza Zielińskiego. Pozyskano również nowe tereny dla Politechniki przez dołączenie usytuowanej u zbiegu ulicy Nowowiejskiej i ulicy Topolowej (dziś Alei Niepodległości) działki o powierzchni 26 600 m², gdzie wcześniej była część szkółki owocowej. Na nowo pozyskanym terenie zbudowano budynek Instytutu Aerodynamicznego, a wkrótce potem gmachy Elektrotechniki i Technologii Chemicznej. W latach 1922–1930 wzniesiono Kolonię Akademicką przy placu G.Narutowicza, z salą gimnastyczną i zakładem kąpielowym. W ostatnim przed II wojną światową roku akademickim 1938/39 liczba studentów przekroczyła 5000 osób.
W 1928 r. Grażyna Lipińska, jako jedna z pierwszych kobiet, ukończyła studia na Wydziale Chemii; 16 lat później została odznaczona Krzyżem Kawalerskim Orderu Virtuti Militari.
Na początku roku akademickiego 1937/1938 roku władze Politechniki wprowadziły, jako jedna z pierwszych uczelni w Polsce, getto ławkowe, czyli osobne miejsca siedzenia dla studentów chrześcijan i Żydów. Do indeksów wstemplowywano odpowiednie oznaczenia „A” i „B”.

## Okres okupacji niemieckiej 1939–1945

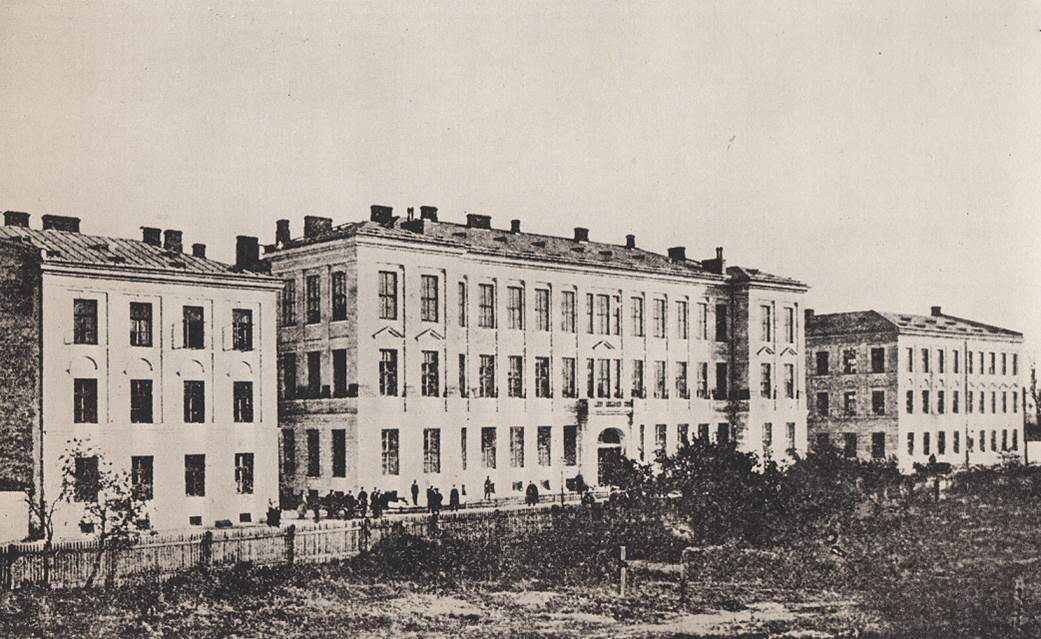
Budynki Szkoły Inżynierskiej, zburzone w 1944

Od jesieni 1942 r., zgodnie z planem sformułowanym rok wcześniej, okupant zezwolił na ponowne otwarcie Politechniki, zamkniętej od rozpoczęcia wojny. Odtąd, do wybuchu powstania warszawskiego w 1944 roku, funkcjonowała ona jako Państwowa Wyższa Szkoła Techniczna (PWST, niem. Staatliche Höhere Technische Fachschule). Była to dwuletnia szkoła półwyższa z polskim językiem wykładowym, nadająca stopień inżyniera. Dyrektorem mianowany został prof. Albert Güttinger z Norymbergi, zastępcą ds. dydaktycznych prof. Kazimierz Drewnowski, zastępcą ds. administracyjnych dr Oskar Friederici, sekretarzem doc. Kazimierz Zarankiewicz.
W czerwcu i lipcu 1944 pracownicy PWST, m.in. Janusz Groszkowski, Marceli Struszyński i Józef Zawadzki (według innych źródeł także Antoni Kocjan), przebadali elektroniczne i mechaniczne elementy niewybuchu pocisku V-2 przejętego przez Armię Krajową 20 maja w Sarnakach nad Bugiem po wystrzeleniu z niemieckiego poligonu doświadczalnego w Bliźnie (Heidelager) i następnie częściowo przekazanego 25 lipca do Wielkiej Brytanii w ramach operacji Most (Wildhorn) III.

## Lata 1945–1989

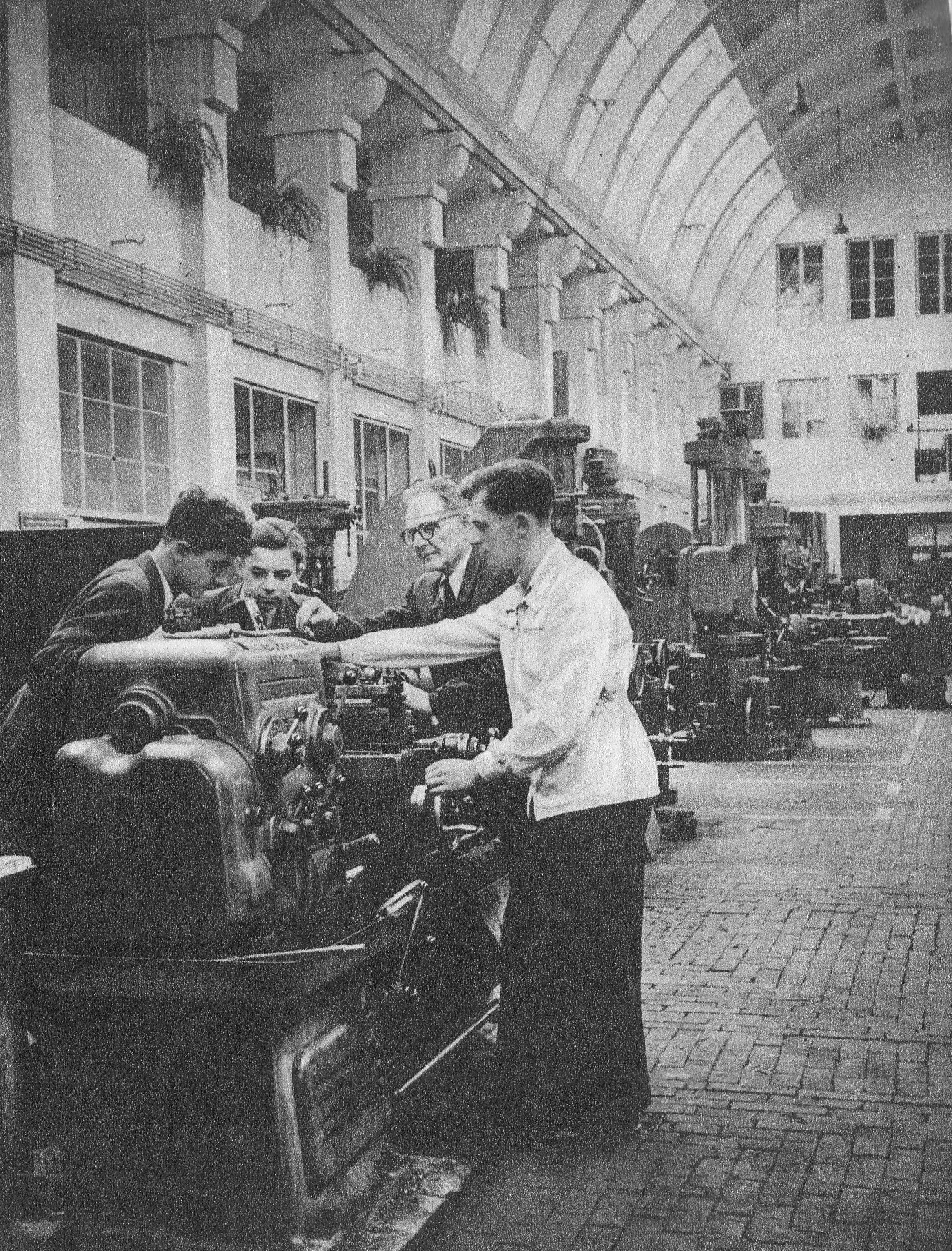
Studenci Politechniki w czasie zajęć w latach 50. w hali przy ul. Narbutta

W latach wojny straty Politechniki były ogromne, zniszczono 50% budynków oraz 90% wyposażenie wnętrz. Pierwsze lata powojenne to przede wszystkim odbudowa zniszczeń i następnie dalsza rozbudowa uczelni. W czasie wojny zginęło wielu inżynierów i naukowców niezbędnych do odbudowy kraju, zapotrzebowanie więc na wykwalifikowanych fachowców z dziedziny techniki było ogromne. Politechnika Warszawska starała się sprostać tym oczekiwaniom. Do końca 1945 roku uruchomiono wszystkie przedwojenne wydziały, a w następnych latach zorganizowano szereg nowych.
W dniach 15–22 grudnia 1948 r. w Gmachu Głównym Politechniki miał miejsce Kongres Zjednoczeniowy (będący jednocześnie I Zjazdem założycielskim PZPR) Polskiej Partii Robotniczej i Polskiej Partii Socjalistycznej, tworzący Polską Zjednoczoną Partię Robotniczą. Budynek oraz okolicę udekorowano stosownie do tego wydarzenia czerwonymi flagami, sztandarami z sierpem i młotem, czerwonymi gwiazdami, hasłami propagandowymi bolszewizmu, portretami działaczy partyjnych, robotniczych oraz przodowników pracy.
W 1951 do Politechniki Warszawskiej włączono upaństwowioną Szkołę Inżynierską im. Hipolita Wawelberga i Stanisława Rotwanda wraz z jej budynkami przy ul. Ludwika Narbutta i Jana Karola Chodkiewicza (zespół budynków szkoły przy ul. Mokotowskiej został całkowicie zniszczony w czasie powstania warszawskiego), które następnie stanowiły bazę materialną wydziałów mechanicznych politechniki. Szkoła ta działała od 1895 i do 1951 ukończyło ją około 4 tys. osób (podczas gdy politechnikę do 1939 ukończyło około 6 tys. osób).
W 1967 roku w ramach Politechniki Warszawskiej utworzono Ośrodek Naukowo-Dydaktyczny w Płocku (obecnie Szkoła Nauk Technicznych i Społecznych Politechniki Warszawskiej).
9 marca 1968 r. Politechnika Warszawska zorganizowała wiece studentów w wyrazie solidarności z pokrzywdzonymi studentami z Uniwersytetu Warszawskiego, skąd zaczął się strajk studentów. Milicja Obywatelska bezskutecznie atakowały budynek Wydziału Elektroniki. Od 21 marca w Gmachu Głównym Politechniki trwał strajk okupacyjny. Domagano się przywrócenia wyrzuconych studentów oraz spełnienia pozostałych postulatów, między innymi swobody twórczej i zniesienie cenzury. Na Gmachu Głównym wisiały liczne transparenty. Demonstracje miały miejsce od 9 do 23 marca 1968 r.
Wskutek sierpniowych strajków roku 1980 na krajowych uczelniach powstało Niezależne Zrzeszenie Studentów (NZS). W dniach 18–19 września 1980 na Politechnice Warszawskiej doszło do spotkania 60 grup założycielskich z uczelni z całej Polski, które w demokratycznym głosowaniu wybrały nazwę dla związku. Związek powstał 22 września 1980 r. i był studenckim odpowiednikiem Solidarności. Domagano się demokratyzacji życia akademickiego, przestrzegania podstawowych swobód politycznych w kraju oraz praw człowieka, szanowania polskich tradycji niepodległościowych i patriotycznych. Przez długi czas władze PRL zwlekały z rejestracją NZS do której doszło 17 lutego 1981 r. Po wprowadzeniu stanu wojennego w 1981 roku NZS został zdelegalizowany, a wielu jego działaczy aresztowanych.